# Вицко (гмина)
Вицко (пол. Wicko) — сельская гмина (волость) в Польше, входит как административная единица в Лемборкский повет, Поморское воеводство. Население — 5462 человека (на 2004 год).

## Демография
| Перепись                       | Всего   | Всего | Женщины | Женщины | Мужчины | Мужчины |
| ------------------------------ | ------- | ----- | ------- | ------- | ------- | ------- |
| Единицы                        | человек | %     | человек | %       | человек | %       |
| Население                      | 5462    | 100   | 2746    | 50,3    | 2716    | 49,7    |
| Плотность населения (чел./км²) | 25,3    | 25,3  | 12,7    | 12,7    | 12,6    | 12,6    |

## Соседние гмины
1. Гмина Хочево
2. Гмина Глувчице
3. Леба
4. Гмина Нова-Весь-Лемборска
5. Гмина Смолдзино